# Arrenurus tetratumuli
Arrenurus tetratumuli är en kvalsterart som beskrevs av Munchberg 1953. Arrenurus tetratumuli ingår i släktet Arrenurus och familjen Arrenuridae. Inga underarter finns listade i Catalogue of Life.